# Torello de Strada
Torello de Strada, noto anche come Torello di Strà da Pavia o Torello da Strada (Pavia, ante 1200 – Avignone?, post 1237), è stato un politico italiano.
Fu podestà di Parma dal 1221 e in seguito fu podestà di Firenze, Pisa ed Avignone.

## Biografia

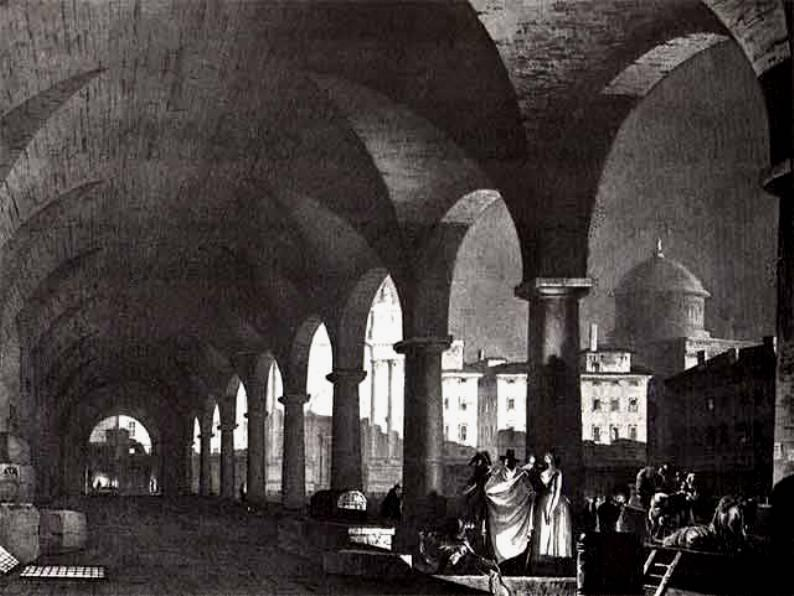
Il porticato del Palazzo del Torello in una stampa dell'Ottocento.

Apparteneva ad una famiglia nobile di Pavia che possedeva terre a Zerbolò e Parasacco. Visse alla corte di Federico II di Svevia e compose poesie in provenzale nello stile dei trovatori.
Per conto di Federico II divenne podestà di Parma nel 1221. Durante il suo governo prese avvio la costruzione di un nuovo palazzo municipale, chiamato in suo nome Palazzo del Torello. Davanti al palazzo fu posto un torello di pietra, che divenne il simbolo della città. La statua del torello diventò oggetto di una festa annuale durante la quale veniva adornata con stoffe e addobbi. Nel XIV e XV secolo la festa culminava con un pranzo nelle sale del Consiglio che solennizzava le libertas comunali, a cui partecipavano i consiglieri e i rappresentanti delle corporazioni d'arte. Un torello nero in campo rosso fu per un certo tempo lo stemma della città di Parma. Nel 1233 diventò podestà di Firenze, poi fu podestà di Pisa (1234) e di Avignone (1237). Non si hanno notizie su di lui dopo il 1237.

## Nella cultura di massa
- Torello de Strada è uno dei protagonisti della novella Messer Torello e il Saladino, raccontata nella decima e ultima giornata del Decameron di Giovanni Boccaccio.

## Omaggi
La città di Parma gli ha intitolato Largo Torello de Strada, un piazzale a fianco di viale Mentana antistante il nuovo centro direzionale uffici comunali (DUC).